# Raymond Firth
Raymond Firth   (Auckland, 25 de març de 1901 - Londres, 22 de febrer de 2002) Sir Raymond William Firth, fou un etnòleg de Nova Zelanda. Com a resultat del treball etnogràfic de Firth, el comportament real de les societats (organització social) es separa de les regles de comportament idealitzades dins de la societat particular (estructura social). Va ser un professor d'antropologia de llarga trajectòria a la London School of Economics i es considera que ha creat individualment una forma d'antropologia econòmica britànica.
Per estudiar la cultura de la Polinèsia va viure un any, de 1928 a 1929 a Tikopia, una minuscula illa de l'Oceà Pacífic amb una extensió de només 3 km quadrats.

## Biografia
Firth va néixer a Wesley i Marie Firth a Auckland, Nova Zelanda, el 1901. Es va formar a l'Auckland Grammar School i després a l'Auckland University College, on es va llicenciar en economia el 1921. Va cursar el seu màster en economia allà el 1922 amb una tesi d'investigació basada en el "treball de camp" sobre la indústria de l'excavació de goma Kauri, i després un diploma en ciències socials el 1923. El 1924 va començar la seva investigació doctoral a la London School of Economics. Amb la intenció original de completar una tesi d’economia, una reunió casual amb l'eminent antropòleg social Bronisław Malinowski el va portar a canviar el seu camp d’estudi per "barrejar la teoria econòmica i antropològica amb l'etnografia del Pacífic". Possiblement durant aquest període a Anglaterra va treballar com a ajudant de recerca de Sir James G Frazer, autor de The Golden Bough. La tesi doctoral de Firth es va publicar el 1929 com a Primitive Economics of the New Zealand Māori.